# سی‌فو
سی‌فو (師傅 یا 師父 یا برگردان لاتین: شی‌فو، لهجه کانتونی:سی۱ فو۶) عبارت چینی به معنای معلم است. کاراکتر 師 به معنای آموزگار است.
کاراکتر 傅 به معنای معلم خصوصی است و 父 به معنای پدر که هر دو کاراکتر "فو" خوانده می‌شوند.

## کاربرد در هنرهای رزمی
بر طبق آداب و رسوم، در هنرهای رزمی، سی فو به عنوان یک عبارت خودمانی استفاده می‌شد که در استفاده‌های رسمی و عمومی نشانه احترام بود. هنگامی که استاد، فرد را به شاگردی می پذیرد عبارت "سی فو" جنبه محبت‌آمیز بیشتری می‌گیرد.
پذیرفتن یک فرد به عنوان شاگرد، یک اتفاق رسمی می‌باشد که نیازمند مراسمی است که چینی‌ها آن را "بای شی" می نامند.
در این مراسم پر هیجان، شاگرد یک فنجان نوشیدنی به سمت استادش تعارف می‌کند، که گرفتن فنجان و نوشیدن آن به معنای تصدیق استاد است. پس از این مراسم رابطه این دو فرد دقیقاً مانند رابطه پدر-فرزندی است، و کاربرد کلمه سی فو از جنبه احترام فراتر رفته و اشاره به مهارت و دانش استاد دارد.
از سبک‌هایی که هنوز از این اصطلاح برای خطاب کردن استاد استفاده می‌کنند، می‌توان وینگ‌چون را نام برد.